# Dépendance fonctionnelle
En théorie des bases de données relationnelles, une dépendance fonctionnelle est une contrainte entre deux ensembles d'attributs dans une relation (table) d'une base de données. Dans une relation R, on dit qu'il y a dépendance fonctionnelle entre un ensemble d'attributs A et un ensemble d'attributs B, ou que l'ensemble A d'attributs détermine l'ensemble B d'attributs (et on écrit A→B) si quand deux n-uplets coïncident sur leurs attributs A, alors ils coïncident aussi sur leurs attributs B.

## Exemples

### Cours
Considérons une relation (cours, heure, jour, salle).
| Cours         | Heure | Jour     | Salle |
| ------------- | ----- | -------- | ----- |
| Mathématiques | 10h   | Lundi    | 1     |
| Français      | 10h   | Lundi    | 2     |
| Français      | 16h   | Mardi    | 1     |
| Musique       | 18h   | Mercredi | 1     |

Nous avons {salle, jour, heure} → cours, parce que dans une salle à un moment donné il ne peut avoir lieu qu'un cours.

## Historique
Les dépendances fonctionnelles ont été introduites dans l'article fondateur de Delobel et Rissanen. Dans ce travail, réalisé par les auteurs au centre de recherche IBM, la notion de dépendance fonctionnelle est introduite entre les ensembles des attributs d'une relation.

## Applications
Les dépendances fonctionnelles sont utilisées pour définir les formes normales.

## Travaux
De nombreux auteurs se sont attachés à trouver pour les dépendances fonctionnelles des systèmes d'action correct (qui permettent d'inférer des dépendances correctes) et complets (qui permettent de tous les inférer)